# Lente de Einzel

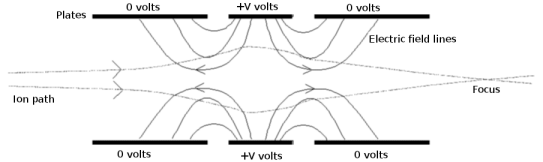
Implementación de una lente de Einzel expuesta en el camino del ion. Seis placas paralelas a la ruta de vuelo del ion con la placa media en un potencial particular.

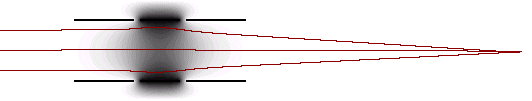
Esta imagen muestra una simulación del camino que siguen los iones cuando viajan por una lente de Einzel. La masa del ion es 200kDa acelerada a 40kV, el potencial de la placa media está en 200V y el tamaño de la placa es 1 metro (estos son ajustes muy grandes que suelen mostrar el efecto enfocado más fácilmente; pero no son ajustes prácticos).

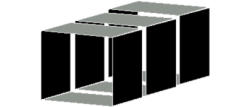
Un dibujo en perspectiva de una lente de Einzel.

La lente de Einzel es una lente que se utiliza en la óptica de iones para centrar los iones en vuelo, mediante la manipulación de la intensidad del campo eléctrico en el camino de los iones. Se compone de tres o más conjuntos de prismas en serie, que pueden ser de forma cilíndrica o rectangular, a lo largo de un eje. Debido a su forma prísmica, consta de cuatro partes; cada par de placas que estén frente a frente entre sí, están diseñadas para desviar los iones a medida que lo atraviesan.
- Datos: Q3229526